# La figlia dello sceriffo
La figlia dello sceriffo (A Ticket to Tomahawk) è un film del 1950 diretto da Richard Sale e prodotto dalla 20th Century Fox.

## Trama
Sullo sfondo la lotta contro il progresso che avanza sotto le sembianze della locomotiva a vapore. Dawson, proprietario di una linea di diligenze, vuole impedire che la nuova fiammante locomotiva della Tomahawk and Western Railroad giunga a destinazione.
E per ottenere ciò assolda un pistolero di nome Dakota. Trasportare la macchina fino a Dead Horse Point, a forza di muli e di uomini, è compito di Kit, giovane figlia dello sceriffo. Fanno parte della carovana Dakota, Madame Adelaide e le sue ragazze.
Durante il viaggio si aggiunge al gruppo Johnny, un cowboy amico degli indiani e capace di assicurarsene l'aiuto, di cui naturalmente Kit s'innamora. Dakota cerca di contrastare con ogni mezzo l'arrivo della locomotiva a Tomahawk per il giorno stabilito dalla compagnia, ma tutti i suoi sforzi sono vani.
Affrontato da Johnny precipita in un canyon. E l'intera carovana sotto la guida di Kit fa il suo ingresso in città per il giorno stabilito. Il progresso ha vinto e la ferrovia attraverserà le praterie d'America.

## Critica
In esso, Marilyn Monroe ritorna con la mayor cinematografica in un genere, il western, in cui non si era mai cimentata. Nell'economia della pellicola - basata su cavalli, sparatorie e motori luccicanti - il ruolo dell'attrice risulta marginale e se non unicamente decorativo.
Va comunque ricordato il numero in cui balla insieme a Johnny e a tre ragazze il brano Oh, what a forward young man you are scritto da Ken Darby e John Reed. Sono ancora lontani i tempi in cui, in un altro western, La magnifica preda, canterà e ballerà accompagnandosi con la chitarra, madre e donna di strada allo stesso tempo.